# Abelho (sobrenome)
Abelho é um apelido de família de origem patronímica proveniente das Astúrias que passou a Portugal e de onde procedeu Nuno Alvares Coutinho Barradas, capitão-mor da vila de Grândola, distrito de Lisboa. 
O solar dos Abelho é uma Domus fortis localizada no lugar de Brieves, localizada esta no concelho de Valdés, nas Astúrias.
O primeiro senhor feudal da Torre de Abelhos foi Guilherme Garcia Abelho, sendo que Pedro Abelho de Luarca passou a deter o senhorio dos feudos dos Abelhos era procedente das montanhas das Astúrias. 
Mais tarde um descendente deste, e que vivia no Reino de Aragão, foi pai de D. Berenguer Abelha exerceu o cargo de general nos exércitos do rei D. Pedro IV de Aragão, (que viveu entre 1319 e 1387) e mediador dos conflitos que despoletaram entre o Reino de Aragão e a Catalunha.  
Já na centúria de 1577, e por casamento, juntaram-se as duas casas senhoriais que apesar de na profunda idade media terem tido a mesma origem, as circunstâncias geopolíticas tinham levado à separação; Assim juntaram-se as casas senhorias dos Abelhas com as casas senhorias dos Abelhos na pessoa de João Fernandes Abelha, que senhor dos dois solares, vinculados estes em morgadio por sua avó Teresa Menendez. 
Esta família chegou a Portugal durante o reinado de D. João III de Portugal,  na pessoa de Rui Fernandes Abelho, descendente dos acima citados, dado ter cometido na sua pátria um homicídio. Em Portugal fez residência na cidade de Évora. Um filho seu, Pedro Gomes,, casou com Violante Gomes, "a Pelicana", nascida em Torre de Moncorvo corria o ano de 1510, filha legítima do infante Luís de Portugal, 5º duque de Beja que foi condestável do Reino de Portugal e Prior da Ordem de São João de Jerusalém, além de ser irmão do rei D. João III de Portugal, conforme justificação de armas de Brasão que fez um filhos destes, Julião Abelho de Barros. 
É de salientar que após a morte do marido D. Violante Gomes foi freira porfessa de São Bernardo no Mosteiro de Almoster.

## Brasão de armas
As armas de Brasão dos Abelhos são: de verde, com um cortiço de ouro e rodeado por abelhas. Este é rematado por uma foice de prata, encabada a ouro, posto do lado direito da peça de armas. À esquerda do mesmo é locada uma árvore de sua cor, bordada a ouro. Estas peças são por sua vez alojadas sobre um terraço da sua cor. 